# Motores Lamborghini na Fórmula 1
A Lamborghini forneceu motores na Fórmula 1 entre as temporadas de 1989 e 1993. A Lamborghini forneceu motores para as equipes Larrousse (1989-1990, 1992-1993), Lotus (1990), Ligier (1991), Minardi (1992) e Modena em 1991. Embora esta última seja comumente referida como equipe de fábrica, a empresa se via apenas como um fornecedor, não como um apoiador. A Larrousse-Lamborghini de 1992 não era competitiva, mas era notável por sua tendência de expelir óleo pelo sistema de escapamento. Os carros que vinham logo atrás da Larrousse ficavam geralmente com uma coloração marrom-amarelada no final da corrida. O melhor resultado da Lamborghini foi alcançado com a Larrousse no Grande Prêmio do Japão de 1990, quando Aguri Suzuki terminou em terceiro em casa.

## Fornecimento de motores
| Ano  | Equipe    | Motor                    |
| ---- | --------- | ------------------------ |
| 1989 | Larrousse | Lamborghini 3512 3.5 V12 |
| 1990 | Larrousse | Lamborghini 3512 3.5 V12 |
| 1990 | Lotus     | Lamborghini 3512 3.5 V12 |
| 1991 | Ligier    | Lamborghini 3512 3.5 V12 |
| 1991 | Modena    | Lamborghini 3512 3.5 V12 |
| 1992 | Larrousse | Lamborghini 3512 3.5 V12 |
| 1992 | Minardi   | Lamborghini 3512 3.5 V12 |
| 1993 | Larrousse | Lamborghini 3512 3.5 V12 |